# 보조 장치 인터페이스

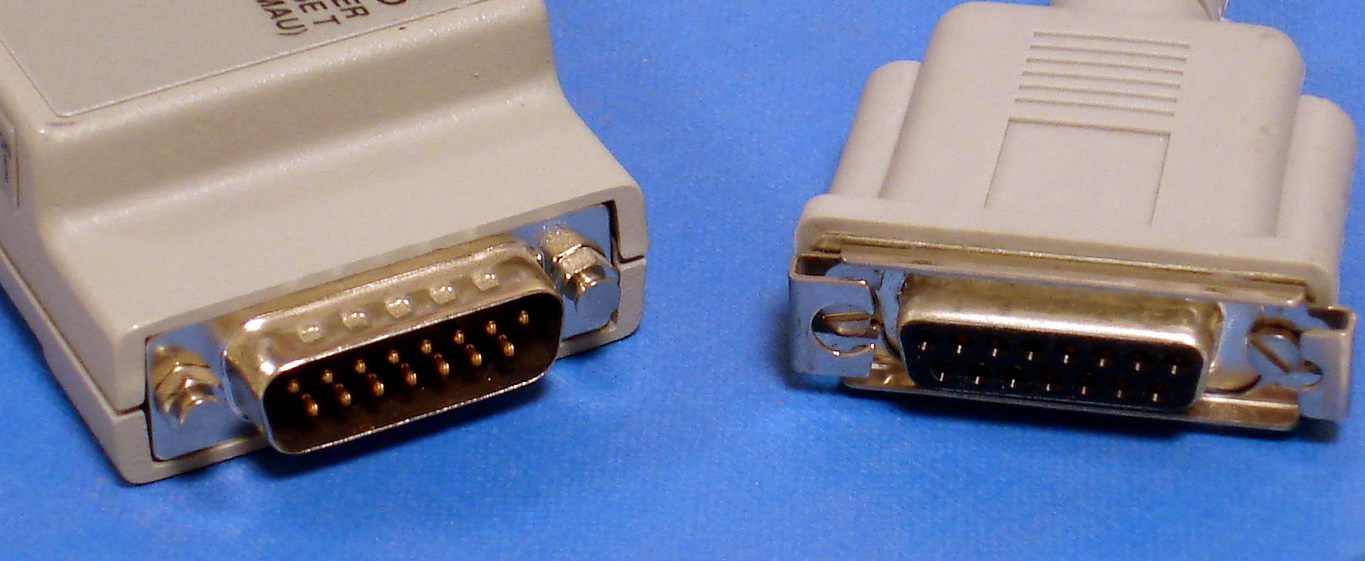
AUI 커넥터. 수 커넥터(왼쪽)는 MAU에 있고 암 커넥터(오른쪽)는 DTE 장치(일반적으로 컴퓨터 또는 이더넷 허브)에 있다. 슬라이딩 클립에 유의하라.

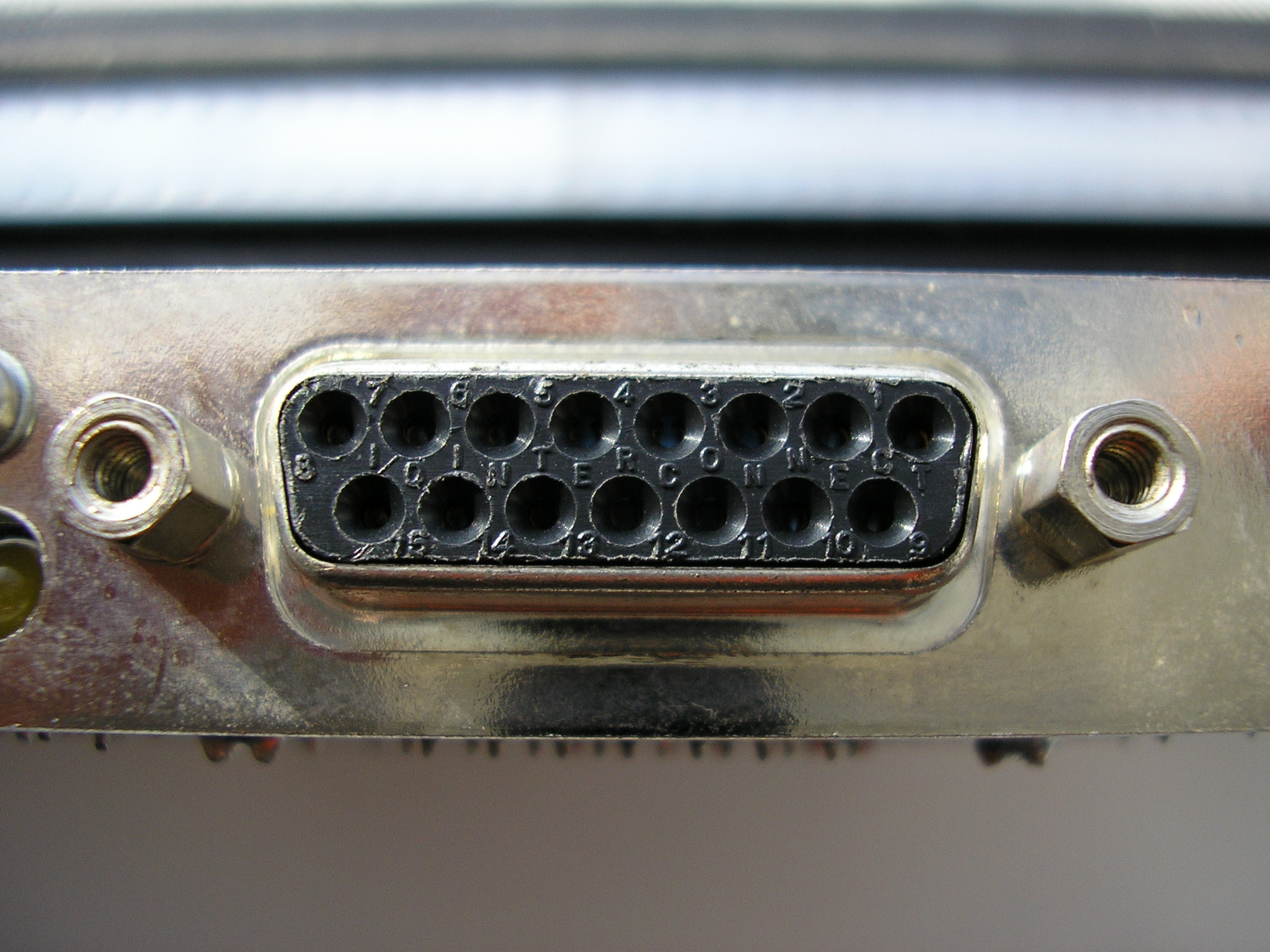
DEC 이더워크스 LC(DE100) 이더넷 컨트롤러의 핀 번호가 매겨진 AUI 커넥터. 슬라이딩 클립이 아닌 잭포스트에 유의하라.

보조 장치 인터페이스(Attachment Unit Interface, AUI)는 IEEE 802.3 표준(추가적으로 FIPS PUB 107에 게시됨)에 정의된 물리적 및 논리적 인터페이스로, 10BASE5 이더넷 및 이전 DIX 표준에 사용된다. 물리적 인터페이스는 이더넷 노드의 물리적 신호를 매체 부착 장치(MAU)에 연결하는 15핀 D-sub 커넥터로 구성되며, 때로는 무선 송수신기라고도 한다. AUI 케이블은 최대 50 미터 (160 피트)까지 연장할 수 있지만, MAU와 데이터 단말 장치(DTE)의 매체 접근 제어(MAC)가 직접 연결되어 케이블이 필요 없는 경우가 많다. DTE와 MAU가 결합된 이더넷 구현에서는 일반적으로 AUI가 생략된다.
IEEE 802.3 사양은 AUI를 DTE와 MAU 사이의 상호 연결로 공식적으로 정의한다. 그러나 DEC 디지털 이더넷 로컬 네트워크 상호 연결(DELNI)과 같은 장치는 AUI 호환 커넥터를 사용하여 허브와 같은 기능을 제공했다. 또한 특정 조건에서는 크로스오버 케이블을 사용하여 트랜시버 없이 두 AUI 장치를 직접 연결하는 것이 가능했다.
1990년대 초반에는 컴퓨터와 허브가 MAU를 직접 통합하면서 AUI 커넥터는 점점 희귀해졌으며, 특히 10BASE-T 표준의 채택이 증가하면서 더욱 그러했다. 이러한 변화로 인터페이스를 사용하던 10BASE5(두꺼운 이더넷)와 10BASE2(얇은 이더넷)의 사용이 감소했다. 전기적인 AUI 연결은 한동안 장비 내부에 남아 있었다.
고속 이더넷의 도입과 함께 AUI 인터페이스는 구식이 되었고 매체 독립 인터페이스(MII)로 대체되었다. 이후 기가비트 이더넷 및 10기가비트 이더넷과 같은 이더넷 표준은 각각 GMII 및 XGMII 인터페이스를 도입했다. XAUI로 알려진 10기가비트 이더넷 인터페이스는 XGMII의 작동 거리를 확장하고 인터페이스 신호 수를 줄이기 위해 개발되었다.
애플 매킨토시 컴퓨터에는 1991년에 애플 보조 장치 인터페이스(AAUI)라는 더 작은 변형이 도입되었고 1998년에 단계적으로 폐지되었다.

## 모드
AUI는 일반 모드와 모니터 모드 모두에서 작동할 수 있다. 일반 모드에서는 DTE와 네트워크 매체 간의 직접 연결로 기능한다. 모니터 모드는 선택적 기능으로, MAU의 송신기를 매체로부터 격리하면서 DTE가 네트워크 활동을 관찰할 수 있도록 한다. 이 모드는 물리적 매체에 영향을 주지 않으면서 진단 및 모니터링 목적으로 유용하다.

## 신호 및 제어
AUI는 데이터 전송에 맨체스터 인코딩을 사용하는데, 이는 별도의 타이밍 신호 없이 클록 동기화를 보장한다. 데이터 및 제어 회로는 독립적으로 작동하며 자체 클록이 있다. 제어 신호는 DTE와 MAU 간의 통신을 조정하여 오류 신호, MAU 격리 및 매체 접근 요청을 활성화한다.

## 커넥터 및 신호
AUI 커넥터는 DA-15 (D-sub) 유형이며, DTE 측에는 암 커넥터가 있고 MAU 측에는 수 커넥터가 있다.
커넥터는 종종 D-커넥터에서 흔히 볼 수 있는 엄지 나사 대신 슬라이딩 클립을 사용하므로, DTE와 MAU를 크기나 모양이 엄지 나사를 수용할 수 없을 때에도 직접 부착할 수 있다. 그러나 클립 메커니즘은 때때로 서툴거나 신뢰할 수 없다고 간주된다.
호환되지 않는 피팅의 경우 잭포스트 또는 슬라이딩 클립을 풀고 교체하거나 어댑터 동글과 케이블을 사용할 수 있다.
전기적으로 AUI의 차동 신호는 78 Ω 케이블과 함께 사용하도록 설계되었으며 표준에서 지정된 50미터 길이에 걸쳐 DTE와 MAU 간에 10 Mbps로 데이터를 전송할 수 있다.
AUI 드라이버 및 수신기는 영구적인 손상 없이 배선 오류를 견뎌야 한다. 신호 지터는 인터페이스를 가로질러 1.5 나노초 이내로 제어된다.

## 핀 배치 표
DA-15 핀 배치는 IEEE 802.3 표준에 의해 지정되며 4개의 차동 쌍을 설명한다.
| 핀    | 신호 | 방향    | 설명                  |
| ----- | ---- | ------- | --------------------- |
| 03    | DO-A | AUI→MAU | 데이터 출력 회로 A    |
| 10    | DO-B | AUI→MAU | 데이터 출력 회로 B    |
| 11    | DO-S | AUI→MAU | 데이터 출력 회로 실드 |
| 05    | DI-A | MAU→AUI | 데이터 입력 회로 A    |
| 12    | DI-B | MAU→AUI | 데이터 입력 회로 B    |
| 04    | DI-S | MAU→AUI | 데이터 입력 회로 실드 |
| 07    | CO-A | AUI→MAU | 제어 출력 회로 A      |
| 15    | CO-B | AUI→MAU | 제어 출력 회로 B      |
| 08    | CO-S | AUI→MAU | 제어 출력 회로 실드   |
| 02    | CI-A | MAU→AUI | 제어 입력 회로 A      |
| 09    | CI-B | MAU→AUI | 제어 입력 회로 B      |
| 01    | CI-S | MAU→AUI | 제어 입력 회로 실드   |
| 06    | VC   | –       | 공통 전압 (0 V)       |
| 13    | VP   | –       | 양의 전압 (+12 V)     |
| 14    | VS   | –       | 전압 실드             |
| Shell | PG   | –       | 보호 접지             |

1. 1 2 3 4 5  AUI에서 접지되고 MAU에서 VC로 용량성 결합됨[1]
2. 1 2  이 두 핀(VC/VP)은 AUI와 MAU 사이에 단일 꼬임 쌍선을 사용함[1]
3. ↑  VP는 선택 사항이지만, 500 mA 미만의 모든 전류에 대해 안정적인 전압을 제공해야 함[1]